# Walenty Zieliński (1877–1947)
Walenty Zieliński (ur. 23 lipca 1877 w Łążynie, zm. w 14 lipca 1947 w Toruniu) – major artylerii Wojska Polskiego, działacz niepodległościowy, rolnik, literat.

## Życiorys
Urodził się 23 lipca 1877 w Łążynie, w ówczesnym powiecie lipnowskim guberni płockiej, w rodzinie Józefa i Elżbiety z Wysłouchów . Był wnukiem Gustawa Zielińskiego . Do 1914 redagował pismo „Wieś i Dwór”.
W czasie I wojny światowej walczył w szeregach armii rosyjskiej, a nasstępnie I Korpusu Polskiego w Rosji . 1 czerwca 1921 pełnił służbę w Biurze Prezydialnym Ministerstwa Spraw Wojskowych, a jego oddziałem macierzystym był 1 Pułk Artylerii Polowej Legionów. Później został przeniesiony do rezerwy i przydzielony w rezerwie do 1 pap Leg. w Wilnie. 8 stycznia 1924 został zatwierdzony w stopniu majora ze starszeństwem z 1 czerwca 1919 i 58. lokatą w korpusie oficerów rezerwy artylerii. Posiadał wówczas przydział w rezerwie do 8 Dywizjonu Artylerii Konnej w Białymstoku. W 1934, jako oficer pospolitego ruszenia pozostawał w ewidencji Powiatowej Komendy Uzupełnień Włocławek. Posiadał przydział do Oficerskiej Kadry Okręgowej Nr VIII. Był wówczas „przewidziany do użycia w czasie wojny”.
Zmarł 14 lipca 1947 w Toruniu . Został pochowany na Cmentarzu Najświętszej Marii Panny w Toruniu .

## Ordery i odznaczenia
- Krzyż Walecznych czterokrotnie[2] [11][12]
- Złoty Krzyż Zasługi – 1938[2]
- Medal Niepodległości – 16 marca 1937 „za pracę w dziele odzyskania niepodległości”[13][1]
- Medal Pamiątkowy za Wojnę 1918–1921[2]
- Medal Dziesięciolecia Odzyskanej Niepodległości[2]
- Medal Zwycięstwa[2]

## Twórczość
Napisał kilka tomików poezji: „Czarodziejskie wiano” (1909), „Królewskim szlakiem” (1910), „Szalona bateria” (1918), „Stara kaplica”, „Gehenna Warszawy”.